# Barthélemy Louis Joseph Schérer

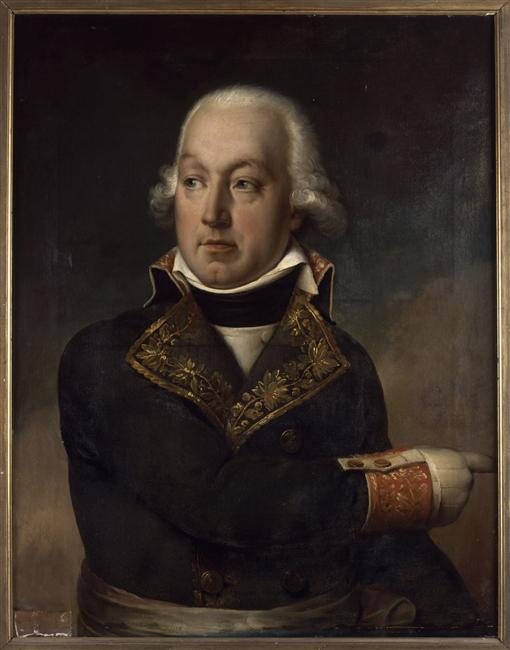
Barthélemy Louis Joseph Schérer, (posthumes?) Portrait von Jean-Baptiste Paulin Guérin

Barthélemy Louis Joseph Schérer (* 18. Dezember 1747 in Delle (dt. Dattenried), damals Elsass, heute Territoire de Belfort; † 19. August 1804 in Chauny, Département Aisne) war ein General der Ersten Französischen Republik und Kriegsminister.

## Leben
Schérer trat in österreichische, dann in niederländische Kriegsdienste und wurde 1791, nach Frankreich zurückgekehrt, Capitaine in einem Linienregiment. 1793 machte er als Generaladjutant von General Alexandre de Beauharnais den Feldzug am Rhein mit, wurde 1794 zum Général de division befördert und erhielt den Oberbefehl über eine Division der Sambre- und Maasarmee.
Da er mehrere belgische Städte eroberte und einige Erfolge gegen die Österreicher erkämpfte, wurde Schérer 1795 mit dem Oberkommando der Armée des Alpes betraut. Bald darauf vertauschte er es mit dem der „Armée des Pyrénées“.
Am 3. Mai 1794 heiratete Schérer in Delle Françoise Henriette de Müller (1763–nach 1804) und hatte mit ihr drei Kinder, darunter Henriette (1795–1848), die später Claude-Juste-Alexandre Legrand (1762–1815) heiratete.
Nach dem Basler Frieden (1795) übernahm er an Kellermanns Stelle den Oberbefehl in Italien, gab ihn aber, da ihm seine Untätigkeit nach dem Sieg bei Loano (23. und 24. November) zum Vorwurf gemacht wurde, am 23. Februar 1796 an Bonaparte ab.
Im Juli 1797 erhielt er vom Direktorium das Kriegsministerium, musste aber wegen seiner Unfähigkeit 1799 wieder davon zurücktreten und wurde an Jouberts Stelle erneut nach Italien geschickt.
Aber am 26. März bei Pastrengo, am 30. bei Verona und am 5. April bei Magnano von den Österreichern unter Kray geschlagen und hinter den Mincio und Oglio zurückgedrängt, trat er das Kommando an Moreau ab und zog sich auf sein Landgut Chauny (Aisne) zurück, wo er am 19. August 1804 starb. Sein schriftlicher Nachlass wird in den Archives nationales (Staatsarchiv) verwahrt.

## Ehrungen
- Sein Name befindet sich am westlichen Pfeiler (33. Spalte) des Triumphbogens am Place Charles-de-Gaulle (Paris).

## Werke
- Précis des opérations militaires de l'armée de l'Italie depuis le 21 ventôse jusqu'au 7 floréal de l'an VII. Paris 1799.